# Fritz Fromm
Fritz Fromm (født 12. april 1913 i Hannover, Niedersachsen, død 13. oktober 2001) var en tysk håndboldspiller og atletikudøver samt håndboldtræner, som deltog i OL 1936 i Berlin.
Han blev udtaget for det tyske håndboldlandshold til OL 1936, hvor han spillede to af kampene. Turneringen blev for første og eneste gang spillet på græs på 11-mandshold. Oprindeligt var ti hold tilmeldt, men Danmark, Holland, Sverige og Polen meldte fra, så blot seks hold deltog. Disse blev delt op i to puljer, hvor Tyskland vandt sin pulje suverænt med en samlet målscore på 51-1 efter blandt andet en 29-1 sejr over USA. De to bedste fra hver pulje gik videre til en finalerunde, hvor alle spillede mod alle. Igen vandt Tyskland alle sine kampe, men dog i lidt tættere kampe. Således vandt de mod Østrig med 10-6. Som vinder af alle kampe vandt tyskerne sikkert guld, mens Østrig fik sølv og Schweiz bronze.
Fromm var også en dygtig atletikudøver og vandt således det tyske gymnasiemesterskab i længdespring og 4 × 100-meterløb i 1936. Efter verdenskrigen blev han landstræner for det tyske håndboldlandshold (1949-1955), der blev verdensmestre i markhåndbold i 1952 og 1955 samt sølvvindere ved det andet indendørs-VM i 1954. Senere arbejdede han i regionskontoret i Hannover i sports- og fritidsafdelingen. Hans hustru, Rotraud, spillede også markhåndbold og var med til at blive tysk mester i 1936 med SC Charlottenburg.